# 森野嘉光
森野 嘉光（もりの かこう、1899年4月15日 - 1987年5月2日）は、日本の陶芸家。画家。本名は森野嘉一郎。塩釉、緑釉窯変色彩の技巧を駆使して作陶を行った。

## 経歴
1899年（明治32年）京都市東山区入に生まれる。父親は清水焼の陶芸家であったが、画家の道を選び。1921年（大正10）京都市立絵画専門学校日本画科を卒業。
同年の第3回帝展に卒業制作「比叡の山麓」を出品して初入選する。さらに1926年（大正15年）に第7回帝展にも日本画で入選したが、この間、父親について青磁、辰砂の研究を始め作陶に転じる。家業を継いだことで嘉光を号する。
1941年（昭和16年）、第4回新文展に「塩釉枇杷図花瓶」を出品して特選を受賞した。
第二次世界大戦後は清水六兵衛、河合栄之助らとともに京都陶芸家クラブを結成。日展への出品を通じて審査員、日展が社団法人化すると評議員を務めた。1963年（昭和38年）「塩釉三足花瓶」で日本芸術院賞を受賞。
1967年（昭和42年）に京都市文化功労者、1968年（昭和43年）に京都府美術工芸功労者に認定。
1987年（昭和62年）5月2日、老衰のため京都府立医科大学付属病院で死去。享年88。
子の森野泰明も陶芸家の道を歩んだ。